# Pachycara priedei
Pachycara priedei är en fiskart som beskrevs av Møller och King 2007. Pachycara priedei ingår i släktet Pachycara och familjen tånglakefiskar. Inga underarter finns listade i Catalogue of Life.